# Wybory parlamentarne w Izraelu w 1984 roku
Wybory parlamentarne w Izraelu do jedenastego Knesetu odbyły się 23 sierpnia 1984.
Oddano 2 654 613 głosów, w tym ważnych: 2 073 321. Próg wyborczy wynosił 1%, a więc aby uzyskać miejsce w Knesecie, należało otrzymać minimum 20 733 głosów. Średnio na jedno miejsce przypadło 16 786 głosów.

## Oficjalne wyniki
|  | Partia                                                                                   | Głosy     | Procent | Mandaty |
|  | ---------------------------------------------------------------------------------------- | --------- | ------- | ------- |
|  | Koalicja Pracy (Ma’arach, המערך)                                                         | 724.074   | 34,9%   | 44      |
|  | Likud (ליכוד)                                                                            | 661.302   | 31,9%   | 41      |
|  | Techijja-Comet (תחיה)                                                                    | 83.037    | 4,0%    | 5       |
|  | Narodowa Partia Religijna (Mafdal) (מפלגה דתית לאומית-מפד"ל)                             | 3.530     | 3,5%    | 4       |
|  | Hadasz (Demokratyczny Front na Rzecz Pokoju i Równości) (החזית הדמוקרטית לשלום ולשוויון) | 69.815    | 3,4%    | 4       |
|  | Szas (ש"ס)                                                                               | 63.605    | 3,1%    | 4       |
|  | Szinui (שינוי)                                                                           | 54.747    | 2,7%    | 3       |
|  | Ratz (רצ)                                                                                | 49.698    | 2,4%    | 3       |
|  | Jachad (רצ)                                                                              | 46.302    | 2,2%    | 3       |
|  | Progresywna Lista dla Pokoju                                                             | 38.012    | 1,8%    | 2       |
|  | Agudat Israel (אגודת ישראל)                                                              | 36.079    | 1,7%    | 2       |
|  | Morasza-Po’alej Agudat Jisra’el                                                          | 33.287    | 1,6%    | 2       |
|  | Tami                                                                                     | 31.103    | 1,5%    | 1       |
|  | Kach (כ"ך)                                                                               | 25.907    | 1,2%    | 1       |
|  | Omec                                                                                     | 23.845    | 1,2%    | 1       |
|  | Razem                                                                                    | 2.654.613 | 100,0%  | 120     |

## Posłowie
Posłowie wybrani w wyborach:
| Partia                       | Posłowie |
| ---------------------------- | --- |
| Koalicja Pracy               | Jacques Amir, Adi’el Amora’i, Nawa Arad, Szoszanna Arbeli-Almozlino, Jicchak Arci, Chajjim Bar-Lew, Uzzi Baram, Dow Ben-Me’ir, Abdulwahab Darawsze, Simcha Dinic, Abba Eban, Refa’el Ederi, Elazar Granot, Chajka Grossman, Mordechaj Gur, Menachem Hakohen, Aharon Harel, Micha’el Charisz, Szelomo Hillel, Awraham Kac-Oz, Jisra’el Kesar, Dawid Liba’i, Amnon Lin, Aharon Nahmias, Ora Namir, Icchak Nawon, Arje Nehemkin, Szimon Peres, Jicchak Perec, Icchak Rabin, Chajjim Ramon, Nachman Raz, Josi Sarid, Amira Sartani, Mosze Szachal, Efrajim Szalom, Wiktor Szem-Tow, Edna Solodar, Elijjahu Speiser, Ja’ir Caban, Ja’akow Cur, Muhammad Watad, Szewach Weiss, Gad Ja’akowi |
| Likud                        | Mosze Arens, Joram Aridor, Elijjahu Ben Elisar, Me’ir Kohen-Awidow, Jigal Kohen-Orgad, Jigal Kohen, Chajjim Korfu, Micha’el Dekel, Sara Doron, Micha’el Etan, Owadja Eli, Gidon Gadot, Mirjam Glazer-Ta’asa, Pinchas Goldstein, Pesach Grupper, Mosze Kacaw, Chajjim Kaufman, Eli’ezer Kulas, Uzzi Landau, Dawid Lewi, Uri’el Lin, Dawid Magen, Jehoszua Maca, Dan Meridor, Roni Milo, Jicchak Moda’i, Amal Nasser el-Din, Mosze Nissim, Ehud Olmert, Gidon Patt, Micha’el Reisser, Jicchak Sejger, Beni Szalita, Icchak Szamir, Awraham Szarir, Ariel Szaron, Me’ir Szitrit, Dow Szilanski, Eli’ezer Szostak, Dan Tichon, Ari’el Weinstein                                           |
| Techijja                     | Refa’el Etan, Ge’ula Kohen, Juwal Ne’eman, Gerszon Szafat, Eli’ezer Waldman |
| Narodowa Partia Religijna    | Josef Burg, Dawid Danino, Zewulun Hammer, Awner-Chaj Szaki |
| Hadasz                       | Charlie Biton, Taufik Tubi, Me’ir Wilner, Taufik Zi’ad |
| Szas                         | Jicchak Perec, Refa’el Pinchasi, Ja’akow Josef, Szimon Ben Szelomo |
| Szinui                       | Zajdan Ataszi, Amnon Rubinstein, Mordechaj Wirszubski |
| Ratz                         | Szulammit Alloni, Mordechaj Bar-On, Ran Kohen |
| Jachad                       | Szelomo Amar, Binjamin Ben Eli’ezer, Ezer Weizman |
| Progresywna Lista dla Pokoju | Muhammad Mi’ari, Mattitjahu Peled |
| Agudat Israel                | Menachem Porusz, Awraham Josef Szapira |
| Morasza                      | Chajjim Drukman, Awraham Werdiger |
| Kach                         | Me’ir Kahane |
| Tami                         | Aharon Abuchacira |
| Omec                         | Jigga’el Hurwic |